# Nogometno prvenstvo otoka Hvara 1982./83.
Nogometno prvenstvo otoka Hvara za sezonu 1982./83. je osvojio "Hvar". 
 Prvenstvo je igrano kao dvokružna liga, a sudjelovalo je 9 klubova. 

## Ljestvica
| mj. | klub                 | ut. | pob. | ner. | por. | gol+ | gol- | bod    |
| --- | -------------------- | --- | ---- | ---- | ---- | ---- | ---- | ------ |
| 1.  | Hvar                 | 16  | 12   | 4    | 0    | 51   | 12   | 28     |
| 2.  | Levanda Velo Grablje | 16  | 10   | 2    | 4    | 34   | 17   | 22     |
| 3.  | Jelsa                | 16  | 9    | 4    | 3    | 38   | 22   | 22     |
| 4.  | Mladost Sućuraj      | 16  | 9    | 3    | 4    | 41   | 23   | 21     |
| 5.  | Jadran Stari Grad    | 16  | 6    | 3    | 7    | 30   | 36   | 15     |
| 6.  | Udarnik Vrisnik      | 16  | 5    | 2    | 9    | 32   | 45   | 12     |
| 7.  | Partizan Vrbanj      | 16  | 5    | 0    | 11   | 20   | 33   | 10     |
| 8.  | SOŠK Svirče          | 16  | 3    | 1    | 12   | 11   | 42   | 7      |
| 9.  | Brusje               | 16  | 3    | 1    | 12   | 15   | 42   | 6 (-1) |

## Rezultatska križaljka
| kratica | klub                 | BRU        | HVAR       | JAD        | JEL        | LEV        | MLA        | PAR        | SOŠK       | UDA        |
| --- | -------------------- | ---------- | ---------- | ---------- | ---------- | ---------- | ---------- | ---------- | ---------- | ---------- |
| BRU | Brusje               |            |            | 1:3*, 2:1* |            |            |            | 1:3*       |            |            |
| HVAR | Hvar                 |            |            | 1:1*, 4:0* |            |            |            | 2:0*       |            |            |
| JAD | Jadran Stari Grad    | 3:1*, 1:2* | 1:1*, 0:4* |            | 1:1*, 2:5* | 2:1*, 0:4* | 3:3*, 2:1* | 1:2*, 4:3* | 3:0*, 2:0* | 5:3*, 3:4* |
| JEL | Jelsa                |            |            | 1:1*, 5:2* |            |            |            | 1:0*, 3:1  |            |            |
| LEV | Levanda Velo Grablje |            |            | 1:2*, 4:0* |            |            |            | 2:0*'      |            |            |
| MLA | Mladost Sućuraj      |            |            | 3:3*, 1:2* |            |            |            | 2:0*, 1:2  |            |            |
| PAR | Partizan Vrbanj      | 3:1*       | 0:2*       | 2:1*, 3:4* | 0:1*, 1:3* | 0:2*       | 0:2*, 2:1  |            | 3:1*, 0:2* | 3:2*, 3:4* |
| SOŠK | SOŠK Svirče          |            |            | 0:3*, 0:2* |            |            |            | 1:3*, 2:0* |            |            |
| UDA | Udarnik Vrisnik      |            |            | 3:5*, 3:2* |            |            |            | 2:3*, 4:3* |            |            |
| |                      |            |            |            |            |            |            |            |            |            |
| podebljan rezultat - utakmice od 1. do 9. kola (1. utakmica između klubova) rezultat normalne debljine - utakmice od 10. do 18. kola (2. utakmica između klubova) rezultat nakošen - nije vidljiv redoslijed odigravanja međusobnih utakmica iz dostupnih izvora rezultat smanjen * - iz dostupnih izvora nije uočljiv domaćin susreta prekrižen rezultat - poništena ili brisana utakmica p - utakmica prekinuta 3:0 p.f. / 0:3 p.f. - rezultat 3:0 bez borbe |                      |            |            |            |            |            |            |            |            |            |

 Izvori:

## Najbolji strijelci
- 14 golova
  - Panajoti Gilve (Hvar)
- 13 golova 
  - Nikša Barbarić (Jadran)
- 11 golova
  - Dinko Franičević (Mladost)

## Poveznice
- Hvarska nogometna liga